# Montarnaud
Montarnaud – miejscowość i gmina we Francji, w regionie Oksytania, w departamencie Hérault.
Według danych na rok 1990 gminę zamieszkiwało 1689 osób, a gęstość zaludnienia wynosiła 61 osób/km² (wśród 1545 gmin Langwedocji-Roussillon Montarnaud plasuje się na 226. miejscu pod względem liczby ludności, natomiast pod względem powierzchni na miejscu 235.).